# Луїтпольд Баварський
Принц Луїтпольд Карл Йозеф Вільгельм Баварський (нім. Luitpold Karl Joseph Wilhelm Prinz von Bayern; 12 березня 1821, Вюрцбург — 12 січня 1912, Мюнхен) — принц-регент Баварії з 10 червня 1886 року, третій син короля Людвіга I і брат короля Максиміліана II, представник династії Віттельсбахів. Фактично був правителем Баварії під час царювання синів Максиміліана II — Людвіга II і Отто I. Його син став останнім королем Баварії — Людвігом III. Баварський генерал-фельдцойхмайстер зі званням генерал-фельдмаршала (30 березня 1876).

## Біографія
Передбачалося, що Луїтпольд і його нащадки успадкують грецький трон, який займав його брат Оттон. Однак грецький закон вимагав від претендента на престол переходу в православ'я, а Луїтпольд не бажав цього робити. У 1862 році Оттон був повалений. Він заповів свої права на престол братові, проте Луїтпольд ніколи не згадував про це.
Луїтпольд брав участь у Франко-прусській війні.
Луітпольда був одружений з ерц-герцогинею Августою Фердінандою Австрійською, другою дочкою великого герцога Тоскани Леопольда II. У подружжя народилося четверо дітей.

### Регентство

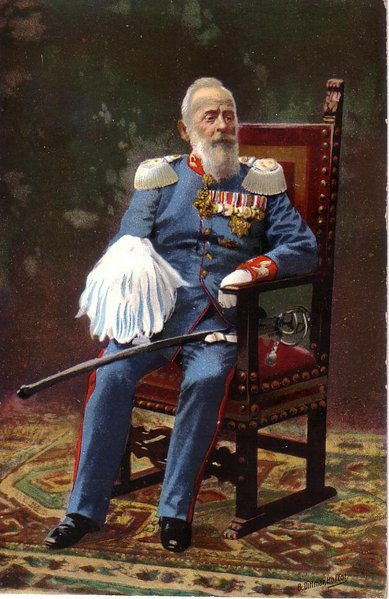
Принц-регент Луїтпольд у день свого 90-ліття.

У 1886 році Луітпольда став регентом свого душевнохворого племінника Людвіга II і залишився регентом після смерті останнього через душевну хворобу короля Отто I. Таємнича смерть Людвіга II сприяла появі чуток про те, що за цим стоїть Луїтпольд, проте завдяки своїм особистим якостям він став одним з найпопулярніших правителів Баварії. Одним з його перших дій у новому статусі стало відкриття для публіки 1 серпня 1886 року кількох палаців Людвіга II.
Роки регентства Луїтпольда відрізнялись величезною художньою і культурною активністю в Баварії, де вони відомі як «Роки принца-регента» або «Епоха принца-регента». Баварія процвітала при ліберальному уряді, а Мюнхен перетворився в культурний центр Європи. Томас Манн в новелі «Gladius Dei» (1902) писав про цей період «Мюнхен сяючий».
Під час регентства Луітпольда відносини між баварцями і пруссаками були прохолодними через антикатолицьку кампанію «Культуркампф», яку здійснював Отто фон Бісмарк. Також Баварію не цілком влаштовувало стратегічне лідерство Пруссії в імперії.
Луїтпольд похований в Мюнхені в церкві Театінеркірхе.

## Родина
Дружина —  Августа Фердинанда, ерцгерцогиня Австрійська, дочка великого герцога Тоскани Леопольда II
Діти:
- Людвіг (1845—1921), останній король Баварії
- Леопольд (1846—1930)
- Тереза (1850—1925) — мандрівниця і письменниця.
- Арнульф (1852—1907) — був одружений з Терезою Ліхтенштейнською (1850—1937), один син;

В даний час главою дому Віттельсбахів є праправнук Луїтпольда і правнук Людвіга III Франц (з 1996 року).

## Нагороди[5]

### Баварське королівство
- Орден Святого Губерта, великий магістр[6]
- Орден Святого Георгія (Баварія), великий магістр[6]
- Орден «За заслуги» (Баварія), великий хрест[7]

### Велике герцогство Гессенське[8]
- Орден Людвіга (Гессен-Дармштадт), великий хрест (18 листопада 1849)
- Хрест «За військові заслуги» (Гессен) (17 червня 1873)

### Велике герцогство Баденське[9]
- Орден Вірності (Баден) (1854)
- Орден Церінгенського лева, великий хрест (1854)

### Королівство Ганновер[10]
- Орден Святого Георгія (Ганновер) (1861)
- Королівський гвельфський орден, великий хрест (1861)

### Прусське королівство[11]
- Орден Чорного орла з ланцюгом
  - орден (25 червня 1840)
  - ланцюг (1861)
- Королівський орден дому Гогенцоллернів, великий командорський хрест (22 березня 1877)
- Залізний хрест 2-го класу

### Австрійська імперія[12]
- Королівський угорський орден Святого Стефана, великий хрест (1846)
- Орден Золотого руна (1849)

### Російська імперія
- Орден Андрія Первозванного[13]
- Орден Святого Олександра Невського
- Орден Святого Георгія 4-го ступеня

### Британська імперія
- Орден Лазні, почесний великий хрест (19 березня 1901)[14]
- Орден Підв'язки, іноземний лицар-компаньйон (10 березня 1911)[15]

### Італійське королівство
- Вищий орден Святого Благовіщення (13 квітня 1883)
- Орден Святих Маврикія та Лазаря, великий хрест (13 квітня 1883)
- Орден Корони Італії, великий хрест (13 квітня 1883)

### Нагороди інших країн
- Орден дому Саксен-Ернестіне, великий хрест (березень 1839)[16]
- Орден Золотого лева (Гессен) (Гессенське курфюрство; 7 серпня 1854)[17]
- Орден Почесного легіону, великий хрест (Друга французька імперія; вересень 1857)
- Орден Заслуг герцога Петра-Фрідріха-Людвіга, великий хрест із золотою короною (Велике герцогство Ольденбурзьке; 4 листопада 1862)[18]
- Орден Карлоса III, великий хрест (Іспанія; 3 лютого 1863)[19]
- Орден Вюртемберзької корони, великий хрест (1869)[20]
- Орден Рутової корони (Саксонське королівство; 1871)[21]
- Орден Білого Сокола, великий хрест (Велике герцогство Саксен-Веймар-Айзенаське; 1888)
- Орден Слона (Данія; 18 травня 1891)[22]
- Орден хризантеми з великою стрічкою (Японська імперія; 23 липня 1894)
- Орден Генріха Лева, великий хрест (Брауншвейзьке герцогство; 1898)
- Орден Леопольда I, великий хрест (Бельгія; 1900) — весільний подарунок.
- Орден Серафимів (Швеція; 31 травня 1910)
- Орден Спасителя, великий хрест (Грецьке королівство)
- Орден Святого Йосипа, великий хрест (Велике герцогство Тосканське)[23]

## Вшанування пам'яті
На честь Луїтпольда названі безліч вулиць в баварських містах — вулиця принца-регента (нім. Prinzregentenstraße) або вулиця Луїтпольда (нім. Luitpoldstraße). Його ім'я носять багато установ культури, включаючи Prinzregententheater в Мюнхені і Luitpoldarena і Luitpoldhalle в Нюрнберзі. Існує навіть особлива кулінарна страва «Торт принца-регента» (нім. Prinzregententorte) — багатошаровий пиріг з вершками і шоколадом.